# Goryphus ochropus
Goryphus ochropus är en stekelart som först beskrevs av Brulle 1846.  Goryphus ochropus ingår i släktet Goryphus och familjen brokparasitsteklar. Inga underarter finns listade i Catalogue of Life.